# Danilo Wyss
Danilo Wyss, (Orbe, Vaud, 26 d'agost de 1985) és un ciclista suís, professional des del 2007. En el seu palmarès destaca la victòria al campionat nacional en ruta del 2015.

## Palmarès
- 2007
  - Vencedor d'una etapa als Tres dies de Valclusa
- 2009
  - Vencedor d'una etapa al Tour de Beauce
- 2015
  -  Campió de Suïssa en ruta

### Resultats a la Volta a Espanya
- 2013. 72è de la classificació general
- 2014. 36è de la classificació general
- 2016. 44è de la classificació general

### Resultats al Giro d'Itàlia
- 2010. 97è de la classificació general
- 2011. 126è de la classificació general
- 2012. 82è de la classificació general
- 2013. 84è de la classificació general
- 2014. 84è de la classificació general
- 2019. 83è de la classificació general
- 2020. 84è de la classificació general

### Resultats al Tour de França
- 2015. 63è de la classificació general
- 2017. 81è de la classificació general